# 塞西莉亚·科莱奇
塞西莉亚·科莱奇（英語：Cecilia Colledge，1920年11月28日—2008年4月12日），英国女子花样滑冰运动员。她曾代表英国参加1932年和1936年冬季奥林匹克运动会花样滑冰比赛，其中1936年奥运会获得一枚银牌。